# 正量部
正量部（梵語：Saṃmatīya、Saṃmitīya；巴利語：Sammitī；一切所貴部、三彌底部、正量弟子部）是佛教部派之一，主張「有我論」，為一現實之實證論或經驗論，上座部體系中犢子部的主要分支。

## 名稱
此部宗義明由來，窺基《異部宗輪論述記》：「正量部者，權衡刊定，名之為量，量無邪謬，故言正也，此部所立，甚深法義，刊定無邪，自稱正量，從所立法，以彰部名。」
據真諦三藏和西藏文獻，有阿羅漢名為正量（saṃmata，受到尊敬、敬重），此部是其弟子，故得名正量弟子部。

## 歷史
《異部宗輪論》記載在犢子部確立後百年內，因為對《發智論》中的一頌的解釋不同，又分出法上部。賢胄部。正量部。密林山部。
犢子部分裂即正量部確立的時間在迦多衍尼子造《發智論》之後，在《異部宗輪論》中推定為佛滅第三百年中。根據《大唐西域記》等文獻記載，正量部在公元7世紀前後，在印度全境除了北印度以外都有傳播。義淨三藏《南海寄歸內法傳》稱其為“聖正量部”，並認為從它分離出四部。

## 宗義
正量部宗義繼承了犢子部的理論，在印度佛教中晚期與其他部派及大乘佛教的交鋒中也有新的破立。

### 業報
正量部反對“新阿毘達磨”如《大毘婆沙論》的“業種子”相續概念，依據《八十誦律》等中的「不失法」偈頌：『假令經百劫，所作業不亡，因緣會遇時，果報還自受。』，解釋證沙門果之聖者仍受宿業惡報問題，發展出了自己的業報理論：「不失法如券」，最早見於龍樹《中論》的轉載：
|  | 今當復更說，順業果報義，諸佛辟支佛，賢聖所稱歎。 不失法如券，業如負財物，此性則無記，分別有四種。 見諦所不斷，但思惟所斷，以是不失法，諸業有果報。 若見諦所斷，而業至相似，則得破業等，如是之過咎。 一切諸行業，相似不相似，一界初受身，爾時報獨生。 如是二種業，現世受果報，或言受報已，而業猶故在。 若度果已滅，若死已而滅，於是中分別，有漏及無漏。 |

按世親《大乘成業論》記載，不失法自體實有，是心不相應行法。

### 所緣緣
正量部反對據說為說一切有部新提出的“行相”理論和瑜伽行唯識學派的“所緣緣”理論。普光《俱舍論記》記載：
|  | 言行相者，謂心、心所，其體清淨，但對前境，不由作意，法爾任運，影像顯現，如清池明鏡，眾像皆現。……謂彼心等對境之時，有影像現，據此義，邊名為能緣，境名所緣。以心、心所緣境之時，非如燈焰舒光至境，亦非如鉗押取彼物，據影現義，名能、所緣。…… 若依正量部：心、心所法，亦直緣前境，無別行相，現心等上，不同說一切有部，不變相分，復不同大乘。 |

### 關於阿陀那識
正量部反對瑜伽行唯識學派的“阿陀那識於凡愚不開演”的說法，窺基《成唯識論述記》：
|  | 此即南印度羅羅國正量部僧名般若毱多。此名惠藏。安惠之學徒。三代帝王師。造七百頌誹謗大乘。論中作如此說：『是佛說者，何故相違。』撥大乘理為非善說。 |

## 引用
1. ↑  陳真諦 譯. . 佛弟子文庫.   [2023-11-30].
2. ↑  . 印順法師著作集.   [2023-11-30]. （原始内容存档于2020-02-12）.
3. ↑  .   [2020-07-28]. （原始内容存档于2020-08-09）.
4. ↑  .   [2020-07-28]. （原始内容存档于2020-08-09）.
5. ↑  
北涼浮陀跋摩譯《阿毘曇毘婆沙論》：「留住義是漏義者，誰令眾生留住欲、色、無色界耶？答曰：漏也。浸漬義是漏義者，如於糟中，浸漬種子，其牙便生。如是眾生，以業種子，浸漬煩惱糟中，便生未來有牙。」

玄奘譯《阿毘達磨大毘婆沙論》：「誰令有情留住欲界、色、無色界，所謂諸漏。淹貯義是漏義，如濕器中，淹貯種子，便能生芽；如是有情，煩惱器中，淹貯業種，能生後有。」

真諦譯《佛阿毘曇經·出家相品》：「復次業及識等次生十二因緣，故生四支，此隨因義，何者為四，無明、愛、業、識也。其識種子有為因，其名色者業及田為因，無明、愛為煩惱因。無此業煩惱故，識種子不生長。則此因業，識種子為田，無明故散識種子，愛故潤識種子。……復次識種子安住業田中，為愛所潤漬，無明為密覆故，種子生長，生名色芽於一切無生陰。」
6. ↑  
《根本說一切有部毘奈耶雜事》：「是時惡生親領四兵，於劫比羅城不遠而住。具壽大目連詣世尊所，頂禮佛足，退坐一面，白佛言：世尊！我聞癡人惡生，嚴集四兵，來誅釋種，我有神力，能擲兵眾，遠置他方，唯願世尊，賜垂哀許；復以神力，變城為鐵，以大鐵網，遍覆其上，令彼惡生，尚不能見劫比羅城，況加誅害。佛言：我亦知汝有神通力，所作皆辦，然由釋種，前生業累，今應受報，業若成熟，如瀑水流，不可禁制，要須自受，廣如上說。爾時，世尊說此頌曰：
『假令經百劫，所作業不亡，因緣會遇時，果報還自受。』
佛告大目連：『故知世間，皆由業力，而受其報，由業力生，由業力住，一切眾生，皆隨業力，善惡須受。』」

「于時王舍城中，并餘住處人，皆普聞：執杖外道，共打聖者大目乾連，遍身支節，悉皆爛熟，碎如搥[竺-二+韋]，時舍利子，自以衣裹，猶若孾兒，持至竹園，僅有殘命，極受苦痛，不久將死。……王言：聖者豈非大師，聲聞眾中稱說，尊者神通第一，何不飛騰，遭斯苦痛？答言：大王！是大師說，然業力持，我於神字，尚不能憶，況發通耶。如來大師，不為二語，親說伽陀曰：
『假令經百劫，所作業不亡，因緣會遇時，果報還自受。』
我今受報，知更何言。……尊者馬勝，聞大目連身遭苦楚，來至其所，而申慰問。告言，具壽當知：
『非山非海中，無有地方所，亦不在空裏，能避於先業。如影隨人去，無有安住者，善惡業不亡，無上尊所說。』」

《五分律·衣法》：「時目連，聞琉璃王欲攻舍夷，白佛言：願佛聽我，化作鐵籠，籠彼大城。佛告目連：汝雖有神力，何能改此定報因緣。佛以此義，即說偈言：
『夫業若黑白，終不有腐敗，雖久要當至，還在現前受。非空非海中，非入山石間，莫能於是處，得免宿命殃。報應之所牽，無近遠幽深，自然趣其中，隨處無不定。』」

《十誦律·雜誦》：「時四惡人，共調達，推石欲擲佛上。……石墮佛足上，傷足上血出，深生苦惱，佛以精進力，遮是苦已，而說偈言：
『非空非海中，非入山石間，非天上地中，可遮業報處。非空非海中，非入山石間，非天上地中，得免宿惡殃。』」

《增一阿含經·等見品》：「是時，大目乾連聞流離王往征釋種，聞已，至世尊所，頭面禮足，在一面立，爾時，目連白世尊言：今日流離王集四種兵往攻釋種，我今堪任使流離王及四部兵，擲著他方世界。……目連復白佛言：我今堪任移此迦毘羅越，著虛空中。……爾時，目連復白佛言：唯願聽許以鐵籠疏覆迦毘羅越城上。……佛告目連，汝今還就本位，釋種今日宿緣已熟，今當受報。爾時，世尊便說此偈：
『欲使空為地，復使地為空，本緣之所繫，此緣不腐敗。』」

真諦譯《顯識論》：「正量部名為無失，譬如券約。故佛說偈：『諸業不失，無數劫中，至聚集時，與眾生報。』」
7. ↑  
梵志青目釋龍樹《中論》：「不失法者，當知如券。業者，如取物。是不失法，欲界繫、色界繫、無色界繫、亦不繫。若分別善、不善、無記中，但是無記。是無記義，《阿毘曇》中廣說。」

清辯釋《般若燈論釋》：「此謂不失法在，如債主有券主，雖與財而不散失，至於後時子本俱得。業亦如是，能得後果，業雖已壞，由有不失法在，能令行人得勝果報。亦如債主既得財已，於負債人前毀其本券。如是如是，不失法能與造業者果已，其體亦壞。不失法者有幾種耶？約界有四。云何為四？謂欲界、色界、無色界、及無漏界。不失法者是何性耶？是無覆無記性。無覆者亦名不隱沒，無記此謂不說善、不善，故名為無記。」
8. ↑  
梵志青目釋龍樹《中論》：「見諦所不斷，從一果至果，於中思惟所斷。是以諸業，以不失法故果生。」

清辯釋《般若燈論釋》：「此不失法，何道所斷？……此謂見苦集滅道所不斷。何時斷耶？謂修道進向後果時斷。復次、見苦所斷不善業，雖斷由此不失法在。見苦時不斷者，是不失法，能與果故。如目犍連被外道辱，離波多比丘被梵摩達王十二年禁，目犍連等雖獲聖果，由不失法在故，受宿不善業報。」
9. ↑  
梵志青目釋龍樹《中論》：「若見諦所斷，而業至相似，則得破業過，是事《阿毘曇》中廣說。」

清辯釋《般若燈論釋》：「此不失法，若為見道所斷，若共業俱至後世者，是則有過。有何過耶？若不失法同見道所斷，隨眠煩惱業亦俱斷者，即壞業果。壞何等果？謂壞見道所斷不善業果。是義應知，修道若不斷者，聖人應具足有凡夫業。以是故煩惱業為見道斷，不失法不為見道斷。是故言，如業見道斷，不失法修道進向後果時斷。彼度欲界向色界時，度色界向無色界時斷者亦如是。」
10. ↑  
梵志青目釋龍樹《中論》：「復次、不失法者，於一界諸業相似不相似，初受身時果報獨生，於現在身從業更生業。」

清辯釋《般若燈論釋》：「『一切諸行業，相似不相似，現在未終時，一業一法起。』釋曰：相似者，謂同類業，於現在命終時，有一不失法，起總持諸業。不相似者，謂業種差別，如欲界業、色界業、無色界業，有無量種。」
11. ↑  
梵志青目釋龍樹《中論》：「是業有二種，隨重而受報。或有言：是業受報已業猶在，以不念念滅故。」

清辯釋《般若燈論釋》：「復次、有幾種業為不失法持耶？……二業者，謂思及從思生。或有人言：業受報已而業猶在者，以不念念滅故。又如前說無量種差別者，亦一一有一不失法起持故。何故不失法與果已猶在而不更數數與果耶？謂已與果故，如已了之券，已還財訖縱有券在更不復得，不失法亦如是，已與果故更不數數得果。」
12. ↑  
梵志青目釋龍樹《中論》：「若度果已滅，若死已而滅者，須陀洹等度果已而滅，諸凡夫及阿羅漢死已而滅。於此中分別，有漏及無漏者，從須陀洹等諸賢聖，有漏、無漏等應分別。」

清辯釋《般若燈論釋》：「此不失法於何時滅耶？……此謂修道時斷者，如前命終時，相似不相似業，共有一不失法持者是也。如須陀洹等度果已滅，阿羅漢及凡夫人死已而滅。此不失法復有差別，云何差別？由漏、無漏業別故，不失法亦有漏、無漏。彼如是故，不失法亦從種種業起，能令眾生受方土、受趣、受色、受形、受信、受戒等差別果，與果已然後方滅。」
13. ↑  世親《大乘成業論》：「先有後無，名為過去，如何可執其體實有，若爾世尊何故自說：『業雖經百劫，而終無失壞，遇眾緣合時，要當酬彼果。』無失壞言為顯何義？顯所作業非無果義，由後半頌證此義成。……若爾應許由善不善，身語二業，蘊相續中引別法起，其體實有，心不相應行蘊所攝；有說此法名為增長，有說此法名不失壞。由此法故，能得當來愛非愛果；意業亦應許有此法，若不爾者餘心起時此便斷滅；心相續中若不引起如是別法，云何能得當來世果，是故定應許有此法。」
14. ↑  
玄奘譯塞建陀羅《入阿毘達磨論》：「如眼識等依眼等生，帶色等義影像而現，能了自境，名等亦爾。」

真諦譯世親《阿毘達磨俱舍釋論》：「於經中說：識識境。此中識何所作？悉無所作，如識果隨似因，悉無所作，但由得相似體，故說如此。說識識境亦爾，悉無所作，但由得相似體。識相似有何義？體生似彼。是故此識，雖從根生，但說識塵，不說識根。」

玄奘譯世親《阿毘達磨俱舍論》：「經說：諸識能了所緣。識於所緣，為何所作？都無所作，但以境生；如果酬因，雖無所作，而似因起，說名酬因。如是，識生雖無所作，而似境故，說名了境。如何似境？謂帶彼相。是故，諸識雖亦託根生，不名了根，但名為了境。」
15. ↑  
真諦譯陳那《無相思塵論》：「塵者何相？若識能了別其體相，如其體相識起，是故說此名塵。」「外塵非識境界，若爾何法名塵？於內塵相如外顯現，是名識塵，外塵實無所有。」

玄奘譯陳那《觀所緣緣論》：「所緣緣者，謂能緣識帶彼相起，及有實體令能緣識託彼而生色等。」「外境雖無，而有內色似外境現，為所緣緣，許眼等識帶彼相起，及從彼生，具二義故。」

義淨譯護法《觀所緣論釋》：「何謂所緣之相？凡是境者，理須生其似自相識，隨境之識，彼是能生，彼是所緣。」

窺基《成唯識論述記》：「今此正義，不同安惠及小乘中正量部等，無所緣相得名為緣；不同薩婆多等，許有行相，但取心外所緣，無心、心所自能緣故。」「帶有二義。若古西方師釋：己者境體。帶者是心似彼境相義，即能緣之心有似所緣之相名帶。相者相狀，小乘是行相，能緣體攝，大乘是相分所攝。以前第二卷中解，謂能緣心等帶此色等己之相也。以此理故，正量部師般若毬多造謗大乘論，遂破此云：『無分別智，不似真如相起，應非所緣緣。』我之大師，戒曰大王為設十八日無遮會時，造《制惡見論》遂破彼云：『汝不解我義，帶者是挾帶義，相者體相，非相狀義，謂正智等生時，挾帶真如之體相起。』」
16. ↑   慧立《大慈恩寺三藏法師傳》：「先是南印度王灌頂師老婆羅門，名般若毱多，明正量部義，造《破大乘論》七百頌，諸小乘師咸皆嘆重。」

1. ↑  律主為通人所重也
2. ↑  已解脫更墮。墮由貪復還。獲安喜所樂。隨樂行至樂。

## 外部連結
- . 一行佛學辭典搜尋.   [2023-11-30].